# جاكوب غريفز
جاكوب غريفز (بالإنجليزية: Jacob Graves)‏ هو مهندس معماري أمريكي، ولد في 1808، وتوفي في 1856.